# Större svartfenad revhaj
Större svartfenad revhaj (Carcharhinus limbatus) är en gråhajart som lätt förväxlas med mindre svartfenad revhaj (Carcharhinus melanopterus). Då de båda arterna uppvisar svarta spetsar och marginaler över fenorna kan det vara svårt att skilja de båda arterna åt. Större svartfenad revhaj är en vanlig hajart vid korallrev.

## Beskrivning
Den större svartfenade revhajen har svarta spetsar och över samtliga fenors yttre kanter finns en svart marginal. Den större svartfenade revhajen är som art större än den mindre svartfenade revhajen. Trots detta förväxlas arterna. Hos vuxna individer försvinner de svarta spetsarna utmed fenspetsarna och det kan därför också vara svårt att skilja arten från andra revhajar. Större svartfenad revhaj har även mer spetsig nos i förhållande till den mindre svartfenade revhajen. Ögonen är även mindre hos större svartfenad revhaj än hos den mindre svartfenad revhajen (i förhållande till kroppsstorleken).

## Utbredning
Den större svartfenade revhajen är en av de mest vanliga revhajarna vid korallrev i både tropiska och varmt tempererade områden. Det förekommer varianter som lever oceaniskt eller kustnära. Den föredrar dessutom flodmynningar vilket särskiljer den mot övriga arter inom familjen revhajar tillsammans med tjurhajen. Större svartfenad revhaj kan även påträffas vid mangroveskogar, laguner och är extremt vanlig vid korallrev. Dykare observerar i regel nästan alltid större svartfenad revhaj vid dyk på korallrev. 